# クィーンスプマンテ
クィーンスプマンテ（欧字名:Queen Spumante、2004年4月9日 - ）は、日本の競走馬、繁殖牝馬。
2009年のエリザベス女王杯（GI）優勝馬である。
エリザベス女王杯では、単勝オッズ77.1倍の11番人気の支持の中、出走。12番人気のテイエムプリキュアとともに大逃げを敢行し、1.6倍の1番人気ブエナビスタの追い上げを共に振り切った。さらにテイエムプリキュアにも先着し、優勝を果たした。

## 経歴

### デビューまで
センボンザクラは北海道千歳市の社台ファームで生産され通算4勝、クイーンステークスやカブトヤマ記念にも出走したことのある牝馬だった。父はサクラユタカオー、母父ノーザンテースト、日本において牝系は、社台ファームがアメリカから1971年に輸入したレディフランダーズから始まるものだった。
レディフランダーズの牝系は、輸入してから社台ファームで長い間紡いでいた。直仔のレディゴシップは、1989年のクイーンステークス2着、1990年中山記念2着、新潟大賞典3着となるなど6勝。同じくダイナフランダースは、ブラッドストーンステークスやみなみ北海道ステークスなど6勝。孫にもルーベンスメモリー、マルトク、スーパーマルトクなどの活躍馬を輩出する。ただし、オープン競走勝利に留まる産駒が多く、ビッグタイトル獲得にありついた産駒は出ていなかった。
社台ファームで繁殖牝馬となったセンボンザクラは、1999年に初仔を得てから、毎年のように仔を産み続けていた。そして6年目は、2001年の東京優駿（日本ダービー）、ジャパンカップを優勝したジャングルポケット（父:トニービン）と交配する。それから1年後の2004年4月9日、社台ファームにて、センボンザクラの6番仔である栗毛の牝馬（後のクィーンスプマンテ）が誕生する。
6番仔は、トニービンの末裔の傾向に沿って、体に緩い部分があった。幼少の頃は、牧場の長浜卓也によれば「頼りない面ばかり目についていました」と振り返っている。クラブ法人の株式会社グリーンファームの所有となる。グリーンファームでは、一口4.2万円の全200口総額840万円で出資会員を募っている。やがてカクテルの名前を由来とする「クィーンスプマンテ」と名付けられた。グリーンファームの牝馬における現役期間は最長でも5歳末までという規約があった。クィーンスプマンテは、美浦トレーニングセンターの小島茂之厩舎に入厩する。

### 競走馬時代

#### デビュー - 京都大賞典9着
2007年3月17日、阪神競馬場の新馬戦（芝1800メートル）に千田輝彦が騎乗しデビュー。11番人気だったが、ロックドゥカンブに敗れる3着となる。続いて3月31日、福島競馬場の未勝利戦に、デビュー2年目の見習騎手である田中博康に乗り替わって臨み、初勝利を挙げた。
その後2連敗を経て、8月夏の新潟競馬場・500万円以下の鳥屋野特別（芝1800メートル）では、田中勝春に導かれて2勝目を挙げる。秋は格上挑戦で前哨戦の紫苑ステークス（OP）、牝馬三冠競走の三冠目にあたる秋華賞に臨んだが、共に奮わなかった。
年をまたいで2008年、古馬となってからは自己条件の1000万円以下を連敗、5月末のクラス再編で500万円以下に降級した。降級初戦、初夏の函館競馬場開催の八甲田山特別（芝2600メートル）にて、藤岡佑介に導かれて3勝目を挙げた。再び1000万円以下に昇格したが、その後は連敗した。
2009年、5歳となり、1000万円以下の身で現役最後の1年を迎える。2月、小倉競馬場の皿倉山特別（1000万円以下）で始動し9着だった。続いて3月末、阪神の1000万円以下（芝2000メートル）にて、再び藤岡に導かれて4勝目を挙げ、1600万円以下に昇格した。以後1600万円以下を2戦したが、共に敗れた。
続いて8月8日、札幌競馬場のみなみ北海道ステークス（OP、芝2600メートル）に格上挑戦で臨む。この札幌競馬場出走を以て、日本中央競馬会の競馬が施行されている競馬場全10場出走を果たしていた。他より恵まれたハンデキャップ49キログラムで乗り替わりとなり、荻野琢真が初めて騎乗する。逃げに出て、後続を振り切り優勝した。57キログラム負担の重賞優勝馬グラスボンバーに3馬身半差をつけて、5勝目、オープン競走勝利を果たした。
このオープン昇格により、陣営は、最後の秋の目標を牝馬限定のGI競走であるエリザベス女王杯に定める。放牧を挟んだ後は、京都競馬場で行われるエリザベス女王杯を見据え、「美浦所属ながら関西の栗東トレーニングセンターに長期滞在する行動」を9月26日から開始した。小島とクィーンスプマンテと「栗東の長期滞在」は、前年にも続くものだったが、前年は、フラワーカップ優勝で秋は秋華賞を目指していたブラックエンブレムの帯同だった。そのブラックエンブレムは、その秋華賞を優勝していた。それからこの年の春には、国枝栄厩舎のマイネルキッツも同様の過程で、京都の天皇賞（春）を優勝していた。このことから次第に美浦所属馬が栗東に滞在し、関西の競馬に挑む過程を「栗東留学」という呼称が定着するようになっていた。小島がブラックエンブレムやクィーンスプマンテに「栗東留学」させたのは、レース直前の輸送が短時間で済むためだった。
「栗東留学」を経て10月11日、その前哨戦として京都大賞典（GII）に出走する。乗り替わりとなり、新たな鞍上に田中博康が舞い戻る。未勝利戦勝利に導いて以来のコンビ再結成だった。田中は、デビュー4年目の23歳、この年、見習の減量特典が失われたばかりであり、夏のシルクメビウスを導いてユニコーンステークスを優勝、騎手として重賞初勝利を果たしていた。田中は「栗東留学」中のクィーンスプマンテのために、栗東に出向いて調教に騎乗していた。

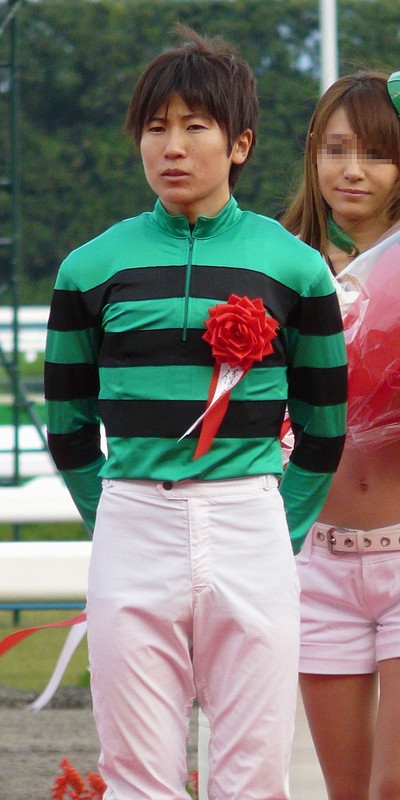
グリーンファームの勝負服を着用する田中博康

4枠5番からスタート、先手を主張したが、7枠12番から出たテイエムプリキュアにハナを譲った。テイエムプリキュアとクィーンスプマンテの2頭は、共に我を忘れてかかり、後続を突き放した大逃げとなる。先頭テイエムプリキュアはハイペースとなっていた。2頭の大逃げが解消されぬままに直線に向いていたが、テイエムプリキュアは余力なくまもなく失速。したがってクィーンスプマンテが代わって先頭、独走状態となった。逃げ切りを目指したが余力なく、まもなく後方待機勢が台頭する。残り100メートルまで先頭を守ったが、終いに失速した。オウケンブルースリをはじめとする8頭にかわされ、オウケンブルースリに0.2秒差の9着だった。

#### エリザベス女王杯
京都大賞典後も「栗東留学」を経て、11月15日のジャパン・オータムインターナショナル、目標のエリザベス女王杯（GI）に臨んでいた。フルゲート18頭立てとなるなか最も人気を集めたのは、3歳牝馬のブエナビスタだった。

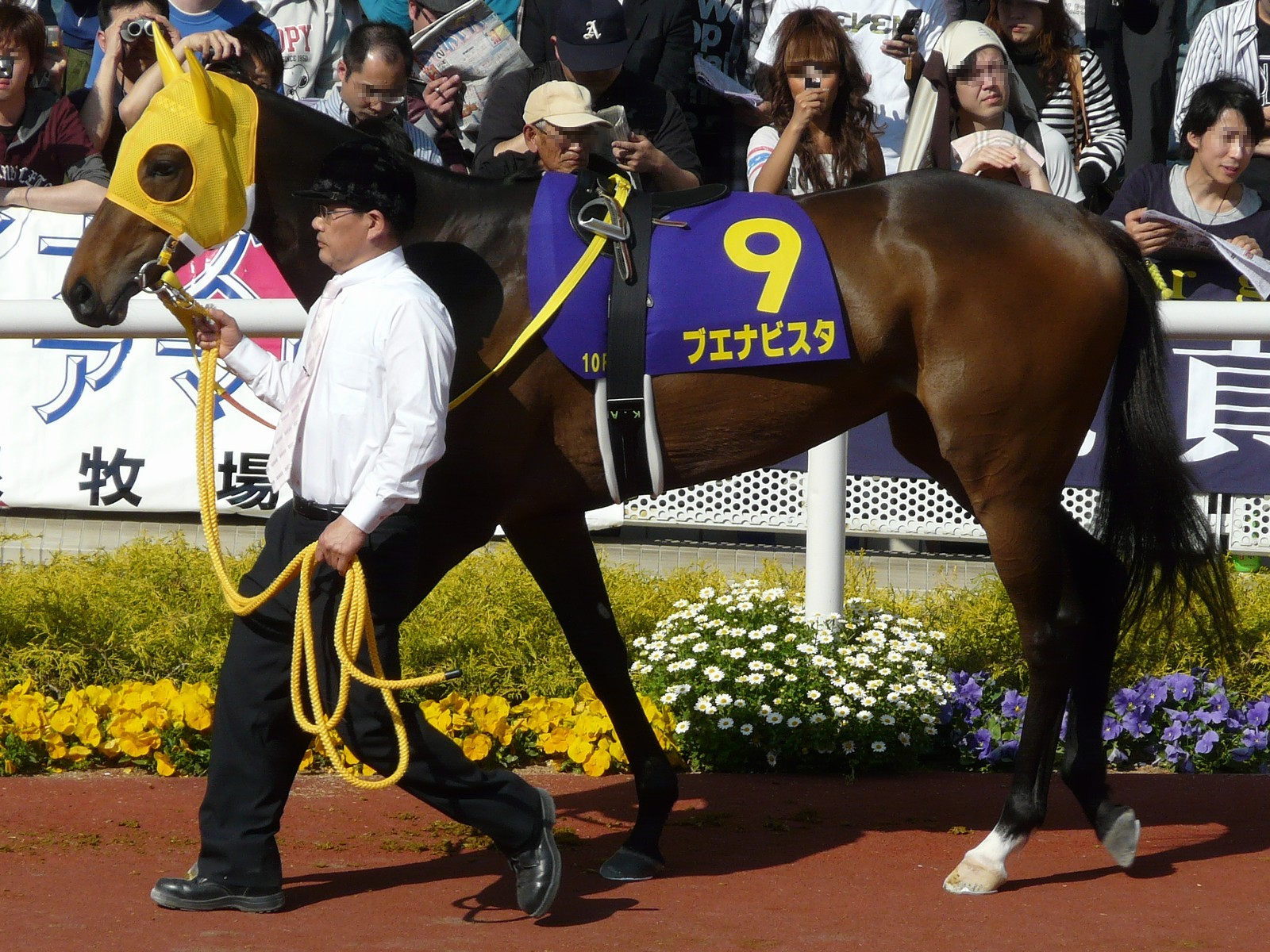
ブエナビスタ

ブエナビスタは、単勝オッズ1.6倍で1頭抜けていた。2歳秋にデビューし、初戦こそアンライバルド、リーチザクラウンに敗れたが、未勝利戦から連勝し阪神ジュベナイルフィリーズで最優秀2歳牝馬を受賞。3歳にはチューリップ賞、桜花賞、優駿牝馬（オークス）を連勝、牝馬二冠を果たしていた。その後フランスの凱旋門賞を目指して、札幌記念に臨んだが2着敗退。この敗戦から凱旋門賞を断念し、牝馬三冠を目指すこととなり秋華賞に臨んだが、レッドディザイアに7センチ敵わず2位入線。さらには3位入線ブロードストリートへの走行妨害が認定されて3着降着、牝馬三冠は叶わなかった。そしてこの次がエリザベス女王杯だった。エリザベス女王杯は、秋華賞優勝馬レッドディザイアとの再戦の場となる予定だったが、レッドディザイアはジャパンカップを選んでいた。

以下の人気は、秋華賞繰り上がり2着のブロードストリート、フランスのシャラナヤ、前年優勝のリトルアマポーラ、牝馬二冠馬カワカミプリンセス、メイショウベルーガ、ジェルミナル、ムードインディゴ、ミクロコスモス、ニシノブルームーンと続く。そして11番人気の単勝オッズ77.1倍がクィーンスプマンテ、また91.6倍の12番人気が京都大賞典14着のテイエムプリキュアだった。前回の京都大賞典では、テイエムプリキュアにハナを譲ったが、小島は、クィーンスプマンテの能力を存分に発揮するには、ハナで逃げることだと信じていた。ゆえに今回は、必ずハナを奪って逃げようと決意していた。
4枠7番を得ていた。6枠11番のテイエムプリキュアより内側からスタートしてハナを確保。テイエムプリキュアを2番手に押し込めていた。3番手以下を突き放し、前回の京都大賞典と同じく、先頭2番手が入れ替わっただけの大逃げとなる。ただし同じ大逃げでも、かかって暴走気味だった京都大賞典とは異なり、折り合いを保ったスムーズな大逃げだった。

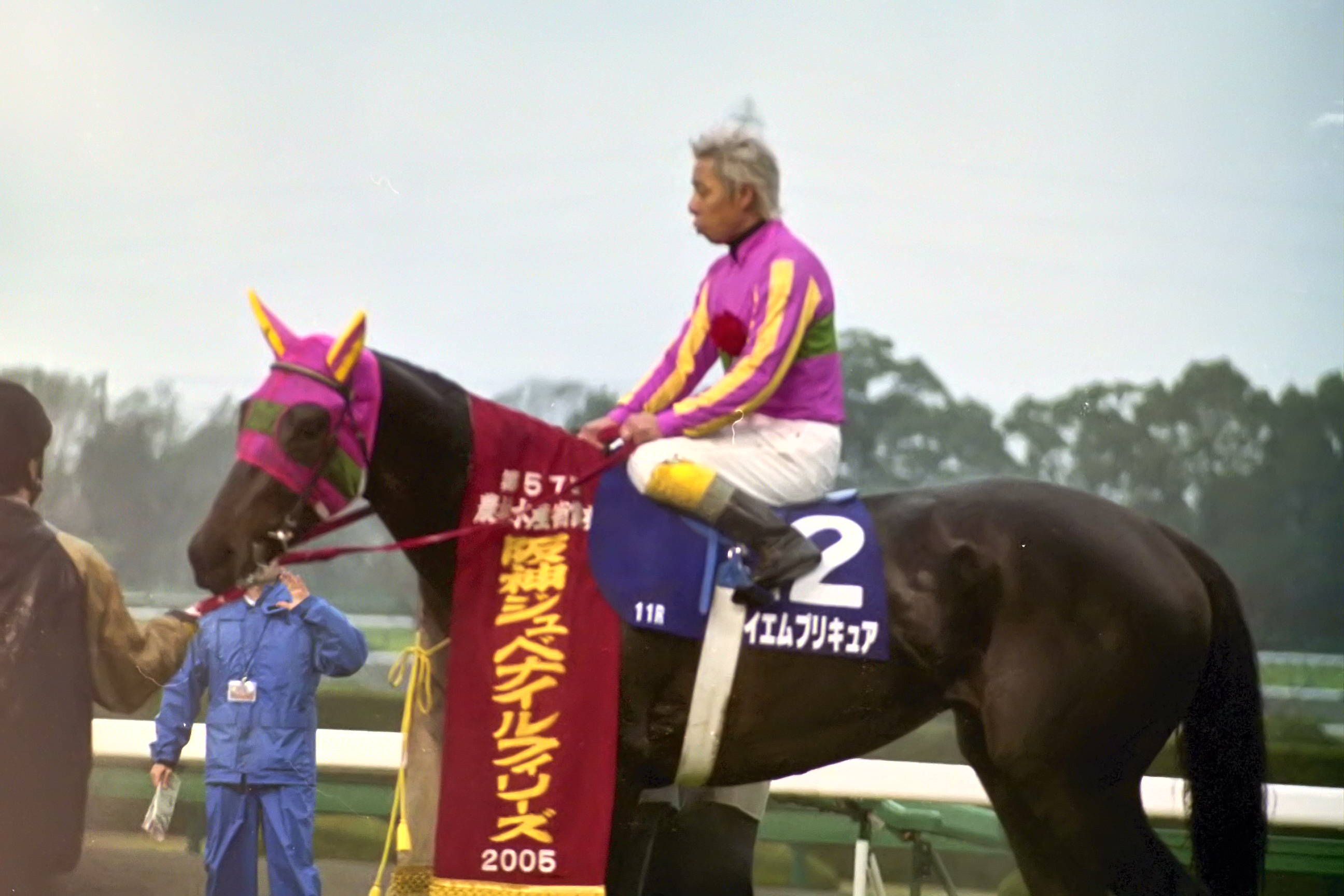
テイエムプリキュアと熊沢重文

前半の1000メートルを60.5秒の平均ペースで通過した後、第3コーナー、最終コーナーに差し掛かるが、3番手以下は迫ってこなかった。クィーンスプマンテから20馬身ほど離れた3番手以下では、各々がペース的に2頭を追う必要があるとは考えていたが、先駆者になって損したくないという心理が働いて、動くに動けなかった。このためクィーンスプマンテとテイエムプリキュアの2頭による大逃げは、放置されたままとなっていた。3番手以下に約25馬身差をつけて最終コーナーを通過。テイエムプリキュアは早めに促されて先頭を窺っていたため、クィーンスプマンテはこれに張り合って先頭を譲らず、2頭横並びペースアップした状態で最終コーナーを通過していた。

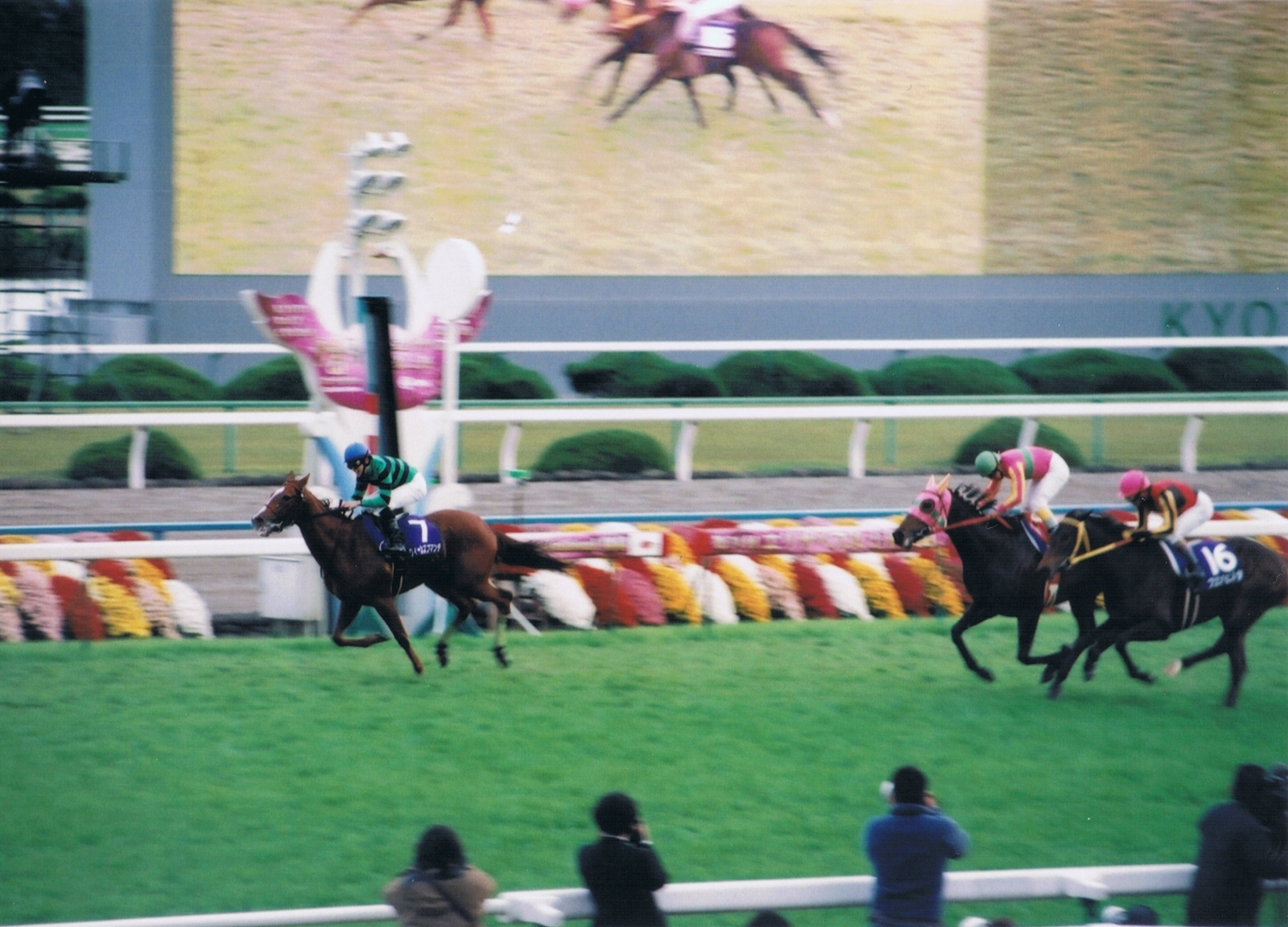
先頭で入線するクィーンスプマンテ（内、青帽、7番）。後れて入線するテイエムプリキュア（中、緑帽、11番）とブエナビスタ（外、桃帽、16番）

スムーズに追走して平均ペースを刻んだ2頭は、直線で失速しなかった。反対に直線入ってまもなくは、差を広げるほどだった。この時点で既にセーフティリードとなり、後れて追い上げる3番手以下の優勝は絶望となった。ゆえに1位の行方は、2頭による一騎打ちに持ち込まれ、しばらくは横並びで争っていた。しかし半ばを過ぎてからクィーンスプマンテがもう一伸び、先に動いたテイエムプリキュアを置き去りにし、単独先頭に持ち込んでからは反撃なく独走だった。テイエムプリキュアに1馬身半差をつけて逃げ切り、決勝線先頭通過を果たした。3番手以下では唯一、人気のブエナビスタが追い上げていたが、先頭争いに与することはなく、1馬身半とクビ差の3着に留まっている。

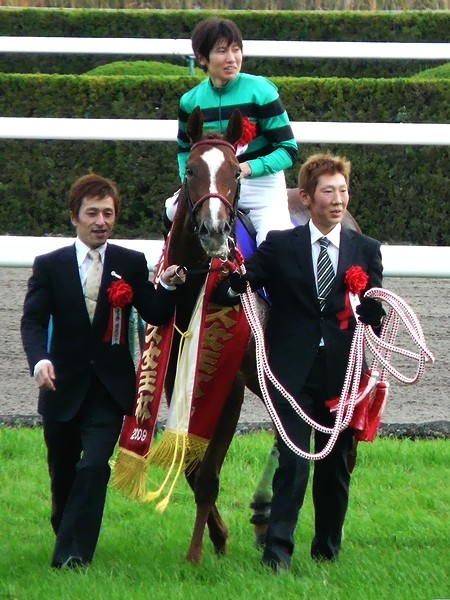
優勝レイを纏うクィーンスプマンテ

エリザベス女王杯戴冠を果たす。1997年エリモシック、2006年フサイチパンドラに続いて史上3例目となる重賞初優勝並びにエリザベス女王杯優勝だった。さらに2001年トゥザヴィクトリー以来8年ぶり史上4頭目となる5歳馬による優勝、2007年ダイワスカーレット以来史上2頭目となる逃げ切り優勝。それから1999年メジロドーベル以来となる関東馬の優勝であり、2000年ファレノプシスからの関西馬の連勝を止めている。また京都大賞典からの優勝は、1996年ダンスパートナー以来13年ぶりだった。
23歳田中は、JRA重賞2勝目でJRAGI初勝利、グリーンファームもJRAGI初勝利だった。11番人気、12番人気、1番人気で決着したこの競走のワイド、馬連、馬単、三連複、三連単は、すべて、エリザベス女王杯史上最高配当だった。（三連複と三連単は2021年に更新）

#### 引退
年末の引退期限が迫る中、陣営はまず有馬記念を引退レースに定める。しかし、直線が平坦具合や、過去の傾向を考慮し、12月中旬の香港国際競走で行われる香港ヴァーズ（G1、芝2400メートル）とした。ところが、レーティングの都合から、主催者に香港カップ（G1、芝2000メートル）を勧められ、香港カップを選択。出走に必要な予備登録をしていなかったため、通常の本登録料約170万円に加えて、追加登録料の約67万円を支払った上での参戦となった。
12月4日、香港スプリントに出走するローレルゲレイロと同じ飛行機で香港入り。12月13日、外国初騎乗の田中とともに臨んだが、10着に敗退した。

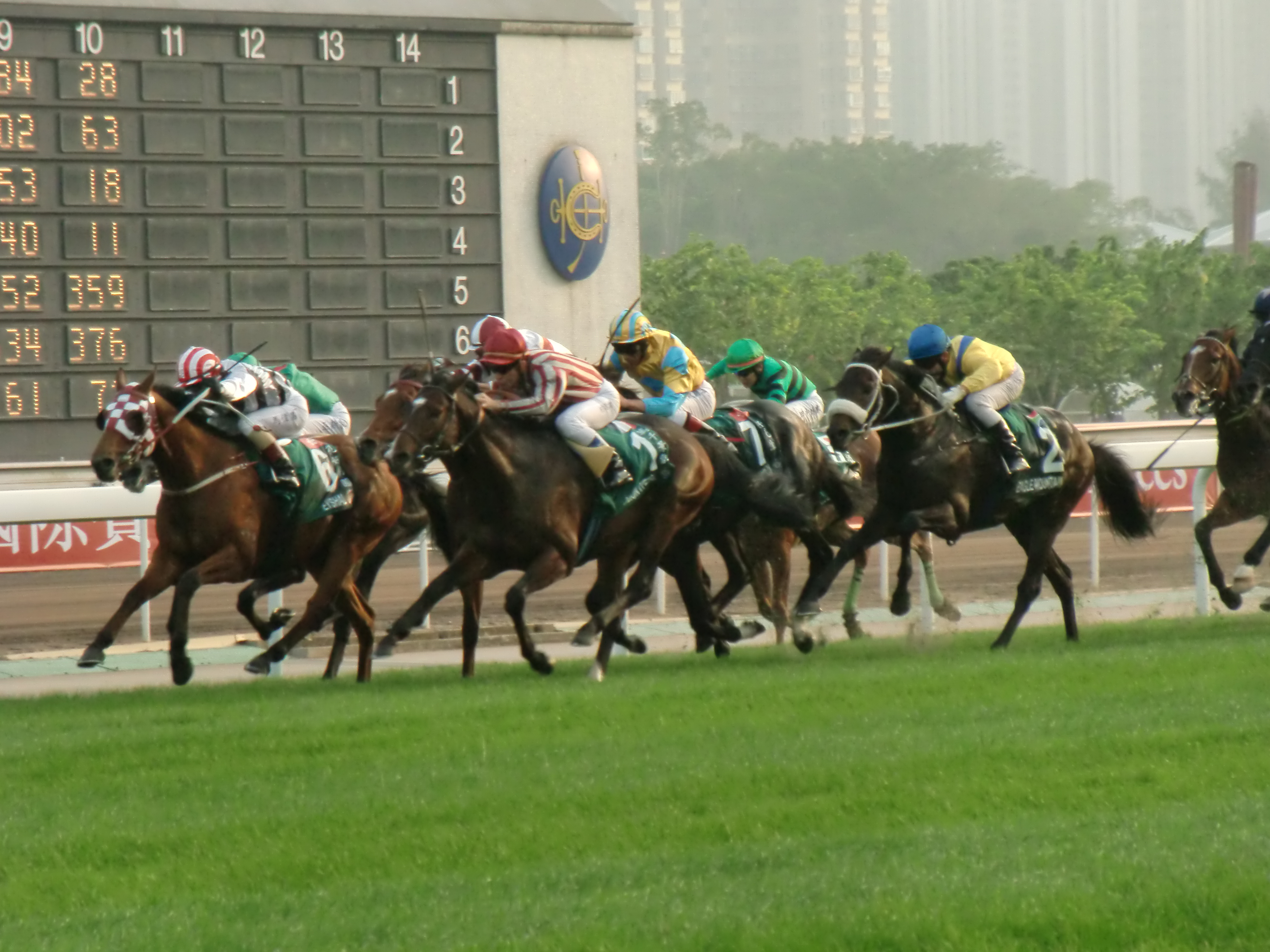
香港カップ。画像奥に緑帽とグリーンファームの勝負服が確認できる。

帰国後、22日付で日本中央競馬会の競走馬登録を抹消、競走馬を引退する。

### 繁殖牝馬時代
引退後は、北海道千歳市の社台ファームにて繁殖牝馬となる。2012年に初仔を産み、2022年まで9頭の仔を産んでいる。中でも5番仔のアスティ（牡→騸、父:オルフェーヴル）は、調教師に転身した田中博康厩舎のもとデビュー。南関東競馬や笠松移籍を経て、美浦の堀内雅広、堀内岳志厩舎で中央再デビュー。2021年のステイヤーズステークス（GII）出走を果たしたほか、2022年夏の函館競馬場、横津岳特別（2勝クラス）を勝利している。
2023年を持って繁殖牝馬を引退した。

## 競走成績
以下の内容は、netkeiba.com並びにJBISサーチの情報に基づく。
| 競走日 | 競走日 | 競走日 | 競馬場 | 競走名           | 格       | 距離 （馬場） | 頭 数 | 枠 番 | 馬 番 | オッズ （人気） | 着順 | タイム        | 着差 | 騎手       | 斤量 [kg] | 1着馬 （2着馬）        | 馬体重 [kg] |
| ------ | ------ | ------ | ------ | ---------------- | -------- | ------------- | ----- | ----- | ----- | --------------- | ---- | ------------- | ---- | ---------- | --------- | ---------------------- | ----------- |
| 2007   | 03.    | 17     | 阪神   | 3歳新馬          |          | 芝1800m（良） | 15    | 1     | 1     | 076.4（11人）   | 03着 | 1:51.1 (34.6) | -0.2 | 千田輝彦   | 54        | ロックドゥカンブ       | 450         |
|        | 03.    | 31     | 福島   | 3歳未勝利        |          | 芝2000m（良） | 16    | 6     | 12    | 05.70（3人）    | 01着 | 2:01.7 (36.9) | -0.6 | 田中博康   | 51        | （スタリオンシチー）   | 446         |
|        | 04.    | 29     | 東京   | スイートピーS    | OP       | 芝1800m（良） | 18    | 7     | 13    | 028.5（10人）   | 17着 | 1:49.3 (36.8) | -2.2 | 千田輝彦   | 54        | スマートカスタム       | 442         |
|        | 06.    | 02     | 中京   | 白藤賞           | 500万下  | 芝1800m（良） | 14    | 2     | 2     | 013.10（5人）   | 03着 | 1:47.9 (35.3) | -0.2 | 藤岡佑介   | 54        | ファーストレイター     | 444         |
|        | 08.    | 26     | 新潟   | 鳥屋野特別       | 500万下  | 芝1800m（良） | 18    | 8     | 17    | 09.60（6人）    | 01着 | 1:46.7 (33.7) | -0.2 | 田中勝春   | 52        | （アスクデピュティ）   | 452         |
|        | 09.    | 08     | 中山   | 紫苑S            | OP       | 芝2000m（良） | 16    | 4     | 8     | 017.50（8人）   | 10着 | 2:00.2 (36.3) | -0.6 | 松岡正海   | 54        | アルコセニョーラ       | 444         |
|        | 10.    | 14     | 京都   | 秋華賞           | GI       | 芝2000m（良） | 18    | 7     | 15    | 201.6（15人）   | 12着 | 2:00.1 (33.2) | -1.0 | 鮫島良太   | 55        | ダイワスカーレット     | 448         |
|        | 11.    | 24     | 東京   | オリエンタル賞   | 1000万下 | 芝2000m（良） | 13    | 8     | 12    | 012.30（6人）   | 08着 | 2:01.4 (34.6) | -0.5 | 田中勝春   | 52        | エーシンピーシー       | 446         |
| 2008   | 04.    | 12     | 阪神   | 4歳上1000万下    |          | 芝1800m（良） | 13    | 7     | 11    | 06.20（3人）    | 03着 | 1:48.2 (34.8) | -0.2 | 藤岡佑介   | 55        | ヴィクトリアアイ       | 450         |
|        | 04.    | 27     | 京都   | 糺の森特別       | 1000万下 | 芝2000m（良） | 10    | 8     | 9     | 010.40（5人）   | 03着 | 2:00.8 (34.5) | -0.4 | 藤岡佑介   | 55        | セラフィックロンプ     | 452         |
|        | 05.    | 24     | 新潟   | 赤倉特別         | 1000万下 | 芝2000m（良） | 16    | 4     | 8     | 04.30（1人）    | 11着 | 1:59.2 (34.0) | -0.7 | 中舘英二   | 53        | ホーマンアラシ         | 450         |
|        | 06.    | 21     | 函館   | 八甲田山特別     | 1000万下 | 芝2600m（良） | 13    | 3     | 3     | 03.30（1人）    | 01着 | 2:42.0 (36.6) | -0.0 | 藤岡佑介   | 55        | （マイネルメロス）     | 450         |
|        | 10.    | 05     | 阪神   | 兵庫特別         | 1000万下 | 芝2400m（稍） | 13    | 5     | 6     | 08.40（5人）    | 04着 | 2:29.5 (35.8) | -0.4 | 浜中俊     | 53        | アグネススターチ       | 448         |
|        | 10.    | 19     | 京都   | 堀川特別         | 1000万下 | 芝1800m（良） | 16    | 6     | 12    | 023.90（9人）   | 02着 | 1:45.3 (35.0) | -0.1 | 浜中俊     | 55        | マルティンスターク     | 448         |
| 2009   | 02.    | 28     | 小倉   | 皿倉山特別       | 1000万下 | 芝2600m（稍） | 16    | 2     | 3     | 06.60（4人）    | 09着 | 2:40.9 (37.5) | -1.0 | 浜中俊     | 54        | シャローム             | 450         |
|        | 03.    | 28     | 阪神   | 4歳上1000万下    |          | 芝2000m（良） | 9     | 7     | 7     | 04.20（3人）    | 01着 | 2:03.3 (34.9) | -0.2 | 藤岡佑介   | 55        | （ステイトリーデイズ） | 452         |
|        | 05.    | 02     | 東京   | 府中S            | 1600万下 | 芝2000m（良） | 17    | 5     | 10    | 033.9（13人）   | 09着 | 1:59.8 (35.9) | -0.7 | 武士沢友治 | 52        | ニシノブルームーン     | 450         |
|        | 05.    | 24     | 中京   | パールS          | 1600万下 | 芝1800m（良） | 13    | 4     | 5     | 004.60（2人）   | 08着 | 1:46.7 (34.7) | -0.7 | 藤岡佑介   | 55        | ウェディングフジコ     | 446         |
|        | 08.    | 08     | 札幌   | みなみ北海道S    | OP       | 芝2600m（良） | 13    | 7     | 11    | 012.90（6人）   | 01着 | 2:39.1 (37.8) | -0.6 | 荻野琢真   | 49        | （グラスボンバー）     | 454         |
|        | 10.    | 11     | 京都   | 京都大賞典       | GII      | 芝2400m（良） | 14    | 4     | 5     | 051.7（11人）   | 09着 | 2:25.3 (37.7) | -1.0 | 田中博康   | 55        | オウケンブルースリ     | 454         |
|        | 11.    | 15     | 京都   | エリザベス女王杯 | GI       | 芝2200m（良） | 18    | 4     | 7     | 077.1（11人）   | 01着 | 2:13.6 (36.8) | -0.2 | 田中博康   | 56        | （テイエムプリキュア） | 454         |
|        | 12.    | 13     | 沙田   | 香港カップ       | G1       | 芝2000m（良） | 10    |       | 9     |                 | 10着 | 2:03.4        |      | 田中博康   | 55.3      | Vision d'Etat          | 計不        |

## 繁殖成績
|        | 生年   | 馬名                     | 性 | 毛色   | 父                 | 馬主                               | 管理調教師                                                     | 戦績    | 主な勝ち鞍 | 供用     | 出典          |
| ------ | ------ | ------------------------ | -- | ------ | ------------------ | ---------------------------------- | -------------------------------------------------------------- | ------- | ---------- | -------- | ------------- |
|        | 2011年 | （不受胎）               |    |        | ダイワメジャー     |                                    |                                                                |         |            |          | [ 4 ]         |
| 初仔   | 2012年 | ルーチェスプマンテ       | 牝 | 黒鹿毛 | マンハッタンカフェ | （株）グリーンファーム             | 美浦・小島茂之                                                 | 6戦0勝  |            |          | [ 44 ]        |
| 2番仔  | 2013年 | ディアスプマンテ         | 牝 | 栗毛   | ヴィクトワールピサ | （株）グリーンファーム             | 栗東・荒川義之                                                 | 15戦1勝 |            | 中国輸出 | [ 45 ] [ 4 ]  |
| 3番仔  | 2014年 | レーヌジャルダン         | 牝 | 鹿毛   | ディープインパクト | （株）グリーンファーム             | 美浦・高柳瑞樹                                                 | 21戦1勝 |            | 繁殖     | [ 46 ]        |
| 4番仔  | 2015年 | レーヌルネサンス         | 牝 | 栗毛   | ステイゴールド     | （株）グリーンファーム             | 栗東・高野友和                                                 | 6戦0勝  |            | 繁殖     | [ 47 ]        |
| 5番仔  | 2016年 | アスティ                 | 騸 | 栗毛   | オルフェーヴル     | （株）グリーンファーム →山口謙太郎 | 美浦・田中博康 →小林・堀千亜樹 →笠松・後藤佑耶 →美浦・堀内岳志 | 44戦5勝 | 横津岳特別 | 抹消     | [ 42 ]        |
| 6番仔  | 2017年 | エルバルーチェ           | 牝 | 栗毛   | オルフェーヴル     | （有）社台レースホース →佐々木雄二 | 美浦・小島茂之 →園田・森澤友貴 →美浦・西田雄一郎               | 27戦3勝 |            | 繁殖     | [ 48 ]        |
| 7番仔  | 2018年 | スプーマビオンダ         | 牝 | 鹿毛   | ジャスタウェイ     | 吉田照哉                           | 北海道・林和弘 →西脇・大山寿文                                 | 10戦0勝 |            | 抹消     | [ 49 ]        |
| 8番仔  | 2019年 | キングリッチ             | 牡 | 鹿毛   | ロードカナロア     |                                    |                                                                |         |            | 抹消     | [ 50 ] [ 51 ] |
|        | 2020年 | （不受胎）               |    |        | エピファネイア     |                                    |                                                                |         |            |          | [ 4 ]         |
| 9番仔  | 2021年 | ヤマトフェイス           | 牡 | 鹿毛   | エピファネイア     | STレーシング →佐々木勉             | 栗東・新谷功一 →園田・中塚猛                                   | 12戦2勝 |            | 現役     | [ 52 ]        |
|        | 2022年 | （不受胎）               |    |        | イスラボニータ     |                                    |                                                                |         |            |          | [ 4 ]         |
| 10番仔 | 2023年 | クィーンスプマンテの2023 | 牡 | 鹿毛   | シスキン           |                                    |                                                                |         |            |          | [ 53 ]        |

- 2025年4月21日現在

## 血統表
| クィーンスプマンテの血統        | クィーンスプマンテの血統                        | クィーンスプマンテの血統                      | （血統表の出典）                              | （血統表の出典） |
| 父系                            | ゼダーン系                                      | ゼダーン系                                    | ゼダーン系                                    | [ § 2 ]          |
| 父 ジャングルポケット 1998 鹿毛 | 父の父*トニービン Tony Bin 1983 鹿毛            | *カンパラ                                     | Kalamoun                                      | Kalamoun         |
| 父 ジャングルポケット 1998 鹿毛 | 父の父*トニービン Tony Bin 1983 鹿毛            | *カンパラ                                     | State Pension                                 |                  |
| 父 ジャングルポケット 1998 鹿毛 | 父の父*トニービン Tony Bin 1983 鹿毛            | Severn Bridge                                 | Hornbeam                                      | Hornbeam         |
| 父 ジャングルポケット 1998 鹿毛 | 父の父*トニービン Tony Bin 1983 鹿毛            | Severn Bridge                                 | Priddy Fair                                   |                  |
| 父 ジャングルポケット 1998 鹿毛 | 父の母*ダンスチャーマー Dance Charmer 1990 黒毛 | Nureyev                                       | Northern Dancer                               | Northern Dancer  |
| 父 ジャングルポケット 1998 鹿毛 | 父の母*ダンスチャーマー Dance Charmer 1990 黒毛 | Nureyev                                       | Special                                       |                  |
| 父 ジャングルポケット 1998 鹿毛 | 父の母*ダンスチャーマー Dance Charmer 1990 黒毛 | Skillful Joy                                  | Nodouble                                      | Nodouble         |
| 父 ジャングルポケット 1998 鹿毛 | 父の母*ダンスチャーマー Dance Charmer 1990 黒毛 | Skillful Joy                                  | Skillful Miss                                 |                  |
| 母 センボンザクラ 1992 栗毛     | 母の父サクラユタカオー 1982 栗毛                | *テスコボーイ                                 | Princely Gift                                 | Princely Gift    |
| 母 センボンザクラ 1992 栗毛     | 母の父サクラユタカオー 1982 栗毛                | *テスコボーイ                                 | Suncourt                                      |                  |
| 母 センボンザクラ 1992 栗毛     | 母の父サクラユタカオー 1982 栗毛                | アンジェリカ                                  | *ネヴァービート                               | *ネヴァービート  |
| 母 センボンザクラ 1992 栗毛     | 母の父サクラユタカオー 1982 栗毛                | アンジェリカ                                  | スターハイネス                                |                  |
| 母 センボンザクラ 1992 栗毛     | 母の母ダイナフランダース 1979 鹿毛              | *ノーザンテースト                             | Northern Dancer                               | Northern Dancer  |
| 母 センボンザクラ 1992 栗毛     | 母の母ダイナフランダース 1979 鹿毛              | *ノーザンテースト                             | Lady Victoria                                 |                  |
| 母 センボンザクラ 1992 栗毛     | 母の母ダイナフランダース 1979 鹿毛              | *レディフランダーズ                           | Chieftain                                     | Chieftain        |
| 母 センボンザクラ 1992 栗毛     | 母の母ダイナフランダース 1979 鹿毛              | *レディフランダーズ                           | Moll Flanders                                 |                  |
| 母系(F-No.)                     | レディフランダーズ系(FN:4-r)                    | レディフランダーズ系(FN:4-r)                  | レディフランダーズ系(FN:4-r)                  | [ § 3 ]          |
| 5代内の近親交配                 | Northern Dancer 4x4=12.5%、Hyperion 5x5=6.25%   | Northern Dancer 4x4=12.5%、Hyperion 5x5=6.25% | Northern Dancer 4x4=12.5%、Hyperion 5x5=6.25% | [ § 4 ]          |
| 出典                            | 1. 2. 3. 4.                                     | 1. 2. 3. 4.                                   | 1. 2. 3. 4.                                   | 1. 2. 3. 4.      |